# Lonely Christmas (The Cats)
Lonely Christmas is een nummer van The Cats. Het kwam uit op We wish you a merry Christmas (1975) en werd speciaal voor dit kerstalbum geschreven door Arnold Mühren, Piet Veerman, Marnec en Nail Che. Hierna is het niet meer teruggekomen op verzamelalbums.
Het nummer is een klassieker gebleken. In 2013 kwam het in de Volendammer Top 1000 terecht, een eenmalige all-timelijst die in 2013 door luisteraars van 17 Noord-Hollandse radio- en tv-stations werd samengesteld.